# Bombardement de Berlin pendant la Seconde Guerre mondiale

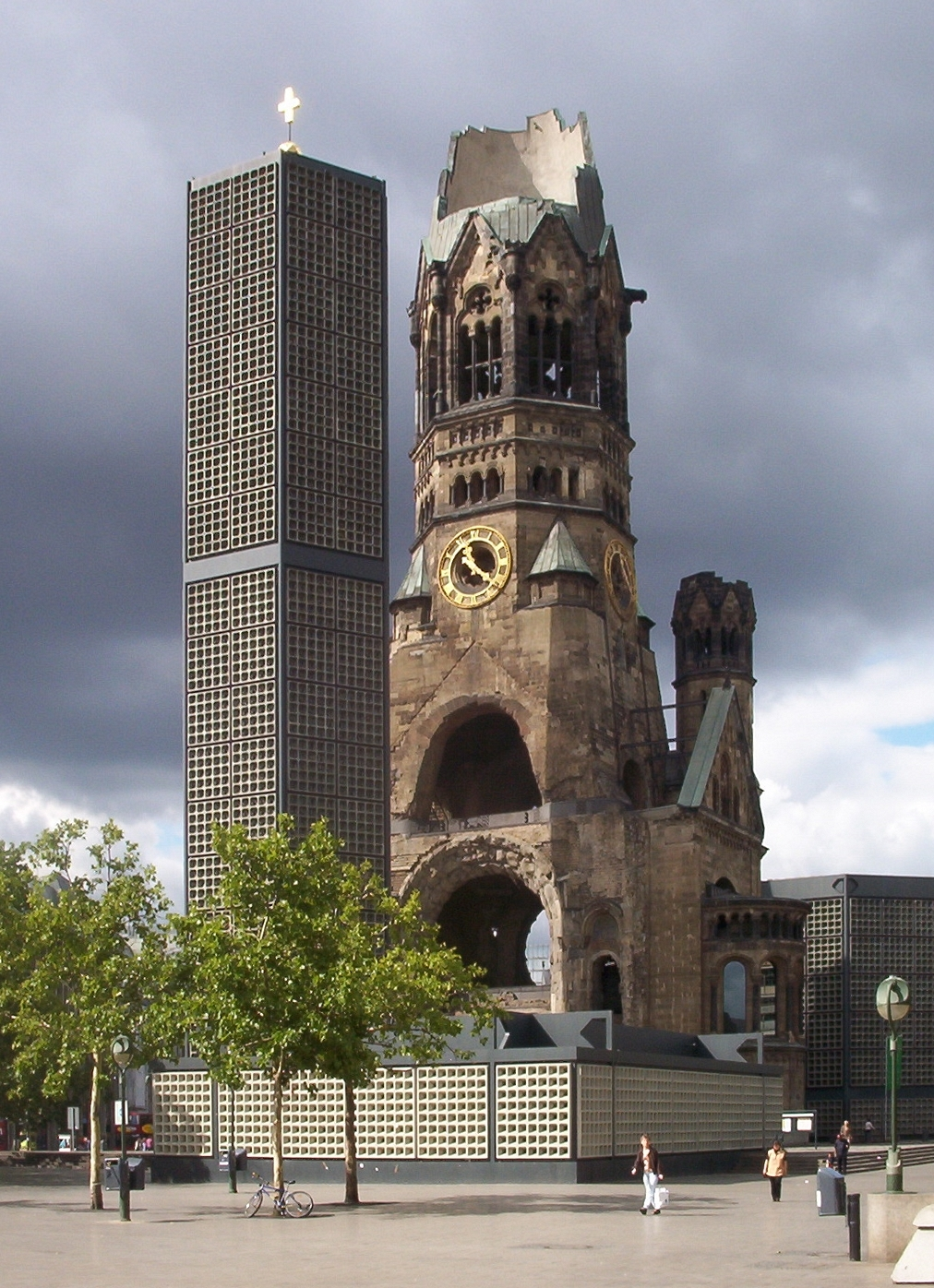
Les ruines de l'église du souvenir de l'empereur Guillaume à Berlin, détruite par les bombardements alliés et préservée depuis comme mémorial.

Berlin, capitale du Troisième Reich, a subi 363 raids aériens alliés durant la Seconde Guerre mondiale. Elle fut bombardée par la Royal Air Force britannique entre 1940 et 1945 et par l'United States Army Air Forces (USAAF) entre 1943 et 1945, ces raids aériens faisant partie de la campagne alliée de bombardement stratégique de l'Allemagne durant la guerre. La ville subit aussi des bombardements aériens par l'Armée rouge, principalement en 1945 avec l'approche des troupes soviétiques de Berlin.

## Prélude
Lorsque la guerre éclate en septembre 1939, le président des États-Unis (alors puissance neutre), Franklin D. Roosevelt, demande aux principaux belligérants de limiter leurs raids aériens à des cibles militaires. Les Français et les Britanniques acceptent cette demande à la condition que « ces mêmes règles de la guerre soient scrupuleusement observées par l'ensemble de leurs adversaires ». Ainsi, le Royaume-Uni avait comme politique de ne bombarder que des cibles militaires et des infrastructures (comme les ports ou les voies ferrées) qui avaient une importance militaire en cas de conflit. 
Des attaques de la Luftwaffe sur le Royaume-Uni débutèrent le 16 octobre 1939. En représailles, la Royal Air Force lança des bombardements de cibles militaires en Allemagne. Le premier raid de la RAF au-dessus de l'Allemagne visa la base d'hydravion de la Luftwaffe à Hörnum le 19 mars 1940,. 
Comme il était connu qu'un bombardement aérien de l'Allemagne causerait des pertes civiles, le gouvernement britannique avait alors pour politique de ne pas bombarder de cibles civiles en dehors des zones de combat où la tactique militaire primait. Cette politique fut abandonnée le 15 mai 1940, deux jours après le bombardement allemand sur Rotterdam. La RAF reçut alors la permission d'attaquer des cibles civiles dans la Ruhr, dont des raffineries et d'autres sites industriels civils pouvant servir l'effort de guerre allemand. Les hauts fourneaux, visibles la nuit, devenaient alors des cibles légitimes. Ainsi, le premier raid de la RAF au-dessus de l'Allemagne visant des cibles non militaires se déroula dans la nuit du 15 au 16 mai 1940.
Entre 1939 et 1942, la politique de bombardement de cibles d'importance militaire directe fut progressivement abandonnée en faveur du bombardement de zone (en), des bombardements couvrant de grandes superficies urbaines afin de détruire habitats et infrastructures civiles. Même si tuer des civils ne fut jamais une politique explicite, il était évident que ce type de bombardement à grande échelle conduirait à d'importantes pertes civiles.
À la suite de l'armistice signé par la France le 22 juin 1940, les Britanniques n'avaient pas d'autre moyen de porter la guerre contre l'Allemagne ; après l'entrée de l'Union soviétique dans le conflit à l'été 1941, les bombardements en Allemagne étaient la seule contribution que la Grande-Bretagne pouvait faire pour répondre à la demande de Staline d'ouvrir un second front pour soulager les Soviétiques sur le front de l'Est. Avec la technologie alors disponible, un bombardement de précision sur des cibles militaires était seulement possible de jour, et encore avec difficultés. Les raids de bombardement de jour conduits par le Bomber Command conduisirent à un taux de pertes d'avions inacceptable alors que pour un bombardement de nuit les pertes étaient nettement moindres mais rendaient le bombardement plus imprécis à cause de la difficulté de navigation et de précision du largage.

## 1940-1942

### Raids français
Durant la bataille de France, à la suite, entre autres d'un bombardement allemand sur des objectifs parisiens le 3 juin 1940, la France décide de frapper Berlin. Le 7 juin 1940, le Farman F.223.4 Jules Verne de l'aéronautique navale française, sous les ordres du capitaine de corvette Henri Daillière, décolle de Bordeaux-Mérignac, met le cap vers le Nord, survole ensuite les côtes néerlandaises et danoises à la nuit tombée et, aux environs de minuit, largue huit bombes de 250 kg et 80 autres de 10 kg sur les faubourgs de Berlin. Ce premier bombardement que subit la capitale allemande est avant tout psychologique et est recommencé trois jours plus tard.

### Raids britanniques
Le 24 août 1940 un bombardier Heinkel He 111, croyant attaquer la raffinerie de Shell Haven (en), largue ses bombes par erreur sur Londres, un objectif qui ne devait être attaqué que sur l'ordre personnel de Hitler. En représailles, la Royal Air Force britannique mène son premier raid contre Berlin dans la nuit du 25 août 1940, lorsque 95 avions du Bomber Command sont envoyés bombarder l'aéroport de Tempelhof près du centre de la capitale et le quartier Siemensstadt, dont 81 lâchent leurs bombes dans et autour de Berlin,. Les raids sur Berlin incitent Hitler à ordonner à la Luftwaffe de bombarder les villes britanniques à un moment où les défenses aériennes britanniques étaient sur le point de s'effondrer[réf. nécessaire]. Les deux semaines suivantes, cinq autres raids de taille similaire sont menés, tous portant sur des cibles spécifiques, mais avec les difficultés de la navigation de nuit les bombes qui ont été larguées sont largement dispersées. Au cours de l'année 1940, la quasi-totalité des raids ont infligé des dégâts minimes. Les raids augmentent en fréquence en 1941, mais ont été incapables de frapper des cibles importantes.
Le 7 novembre 1941, Sir Richard Peirse, chef du RAF Bomber Command, lance un grand raid sur Berlin, envoyant plus de 160 bombardiers frapper la capitale. Plus de 20 d'entre eux sont abattus ou s'écrasent, et peu de dégâts ont à nouveau été portés. Cet échec entraîne le limogeage de Peirse et son remplacement par Sir Arthur Harris, un homme qui croyait à la fois à l'efficacité et à la nécessité des bombardements de zone. Dans le même temps, de nouveaux bombardiers avec des rayons d'action plus longs sont mis en service, en particulier l'Avro Lancaster, qui est devenu disponible en grand nombre en 1942. Pendant la majeure partie de l'année 1942 cependant, les priorités du Bomber Command sont les ports des U-boat allemands dans le cadre de l'effort de la Grande-Bretagne pour gagner la bataille de l'Atlantique. Pendant toute l'année 1942, il y eut seulement neuf alertes aux bombardements à Berlin, aucune d'entre elles n'étant vraiment sérieuse. Ce n'est qu'à partir de 1943 qu'Harris eut l'occasion de mettre en pratique sa conviction dans le bombardement de zone.

### Raids soviétiques
L'URSS effectue son premier raid contre Berlin le 8 août 1941. Il s'agit d'un raid de 15 bombardiers-torpilleurs DB-3T des formations de l'aviation navale de la Flotte de la Baltique opérant depuis l'aéroport de Kuressaare sur l'île de Saaremaa en Estonie. Des bombardiers Petliakov Pe-8 des unités de bombardement de l’aviation soviétique, le seul quadrimoteur soviétique construit durant la guerre, bombardent Berlin pendant la nuit du 10 au 11 août 1941.

## 1943-1944 - bataille aérienne de Berlin
La RAF réalise un bombardement sur Berlin du 3 au 4 septembre 1943. 
Le Bomber Command britannique lance une campagne de bombardement massive avec 15 raids sur Berlin, mais cela fut considéré comme un échec.

## Mars 1944-avril 1945

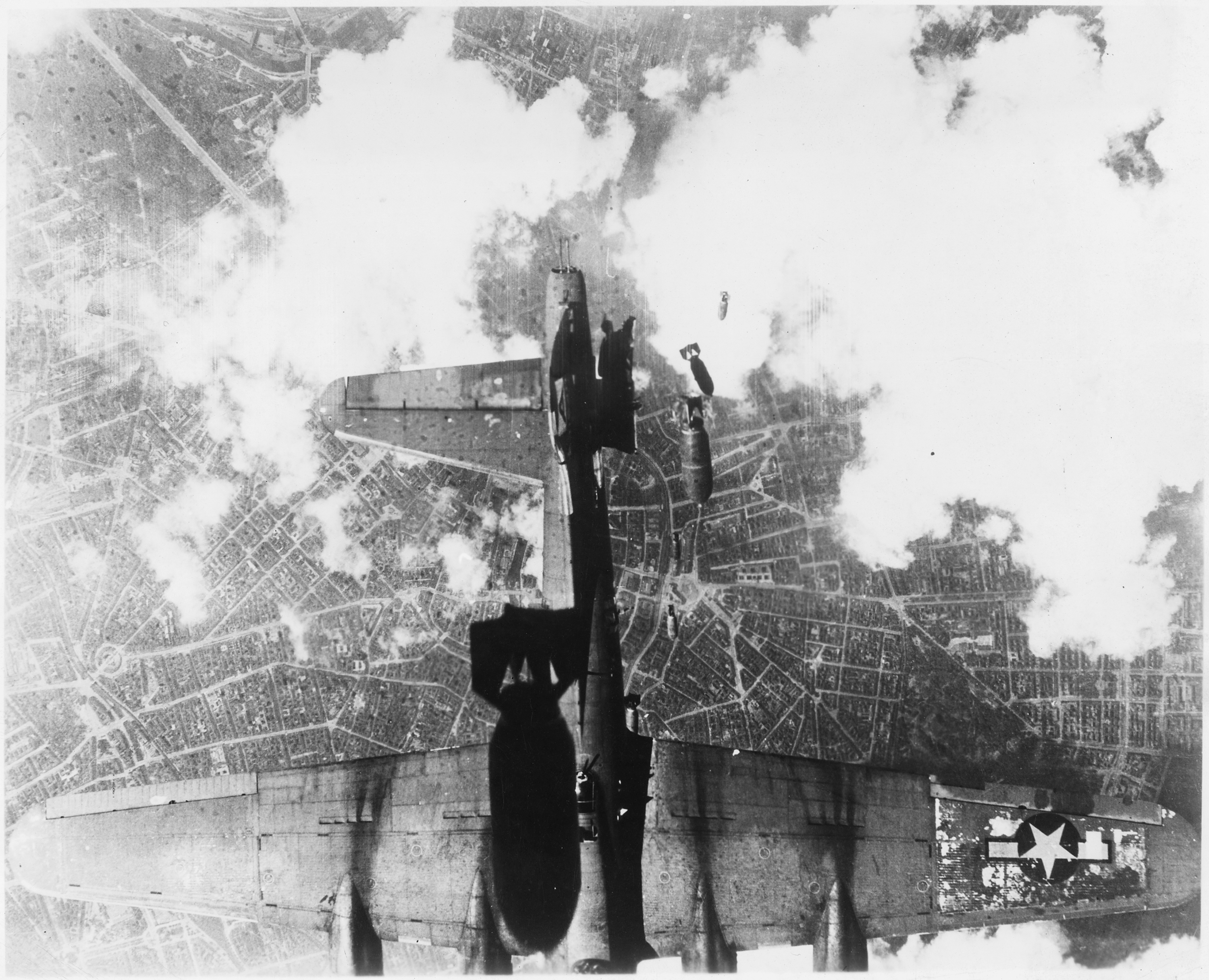
Bombardier B-17 de l'US Air Force au-dessus de Berlin, 19 mai 1944.

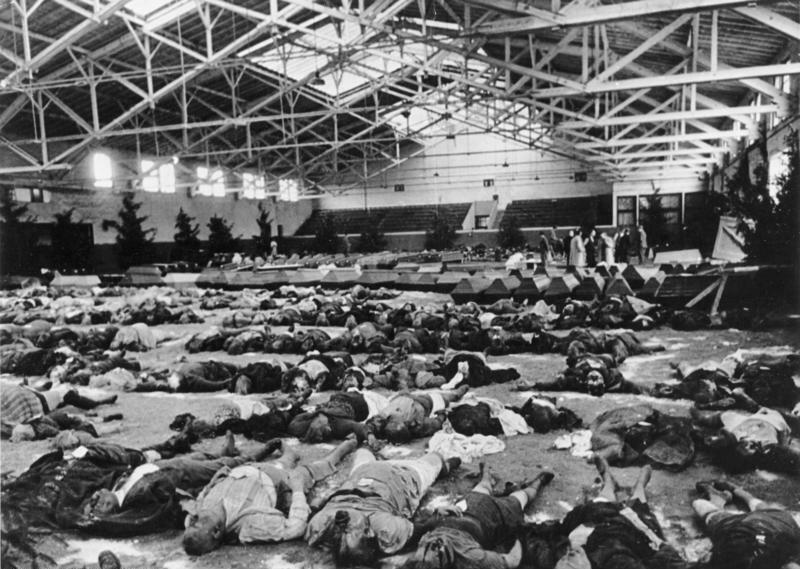
Victimes civiles des bombardements, Cologne, 23 septembre 1944.

En 1945, la 8e force aérienne américaine (plus de 1 000 bombardiers B-17 protégés par 575 P-51 Mustang) lance un certain nombre de raids diurnes de très grande envergure sur Berlin (le 3 puis le 26 février, laissant 80 000 personnes sans abris), puis pendant 36 nuits successives des Mosquito de la RAF bombardent la capitale allemande, terminant dans la nuit du 20 au 21 avril 1945, juste avant l'entrée des Soviétiques dans la ville. Dans les derniers jours de la guerre, l'Armée de l'Air soviétique bombarde également Berlin et des Iliouchine Il-2 et des appareils similaires sont employés à partir du 28 mars pour mener des attaques au sol. Les défenses et les infrastructures civiles de Berlin étaient alors à ce moment sur le point de s'effondrer. Après la prise de Berlin, le général soviétique Nikolaï Berzarine déclare, en se référant à l'artillerie et aux bombardements de l'Armée rouge, que « les Alliés occidentaux ont largué 65 000 tonnes d'explosifs sur la ville pendant un peu plus de deux ans, tandis que l'Armée rouge en a largué 40 000 tonnes en simplement deux semaines »[réf. nécessaire].

## Bilan matériel et humain
Après la guerre, des statisticiens ont calculé que pour chaque habitant de Berlin, il y avait près de 30 mètres cubes de gravats.
Jusqu'à la fin du mois de mars 1945, un total de 314 raids aériens auront été menés sur Berlin, dont 85 menés au cours des douze derniers mois de la Seconde Guerre mondiale. La moitié des habitations ont été endommagées et environ un tiers d'entre elles a été rendu inhabitable, 16 km² de la ville étant tout simplement un amas de ruines[réf. nécessaire]. Les estimations du nombre total de morts à Berlin dues à des raids aériens vont de 20 000 à 50 000 ; des études allemandes[réf. nécessaire] laissent entendre que le chiffre le plus faible est plus probable (contre 25 000 pour le seul bombardement de Dresde du 13 au 15 février 1945, 40 000 pour celui de Hambourg en juillet-août 1943 et 100 000 pour les bombardements de Tokyo en février-mars 1945)[réf. nécessaire].
Au vu des destructions et des nombreuses victimes, Sully Ledermann et Charles Corcelle estiment que « l'ensemble des pertes et des destructions placent la capitale en tête des villes sacrifiées » pendant la guerre.

## Les défenses de Berlin

### Abris et défenses

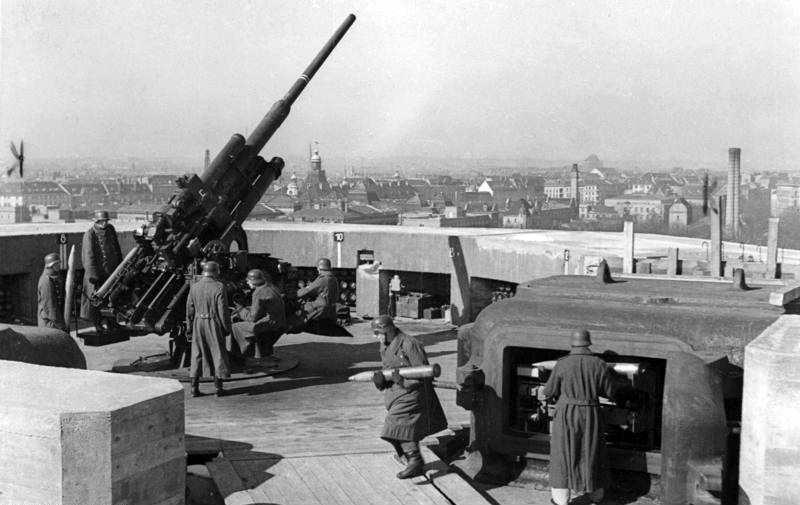
Position anti-aérienne de la tour de Flak du zoo de Berlin, avril 1942.

Le régime nazi avait une conscience aiguë de la nécessité politique de la protection de la capitale des raids aériens. Même avant la guerre, le travail avait commencé sur un vaste système d'abris publics anti-aériens, mais en 1939, seulement 15 % des 2 000 abris prévus avaient été construits. En 1941, cependant, les cinq énormes abris publics (Zoo, Station Anhalt, Humboldthain, Friedrichshain et Kleistpark) étaient complets, offrant un abri à 65 000 personnes. D'autres abris ont été construits sous les bâtiments du gouvernement, le plus connu étant le Führerbunker sous le bâtiment de la Chancellerie du Reich. En outre, de nombreuses stations de U-Bahn (métro de Berlin) ont été converties en abris. Le reste de la population avait à faire avec ses propres abris.
La ville était protégée par trois énormes tours de Flak (Flakturm), servant de plates-formes pour les projecteurs et canons anti-aériens de 12,8-cm-Flak 40, ainsi que d'abris (Hochbunker) pour les civils. Ces tours se situaient au zoo de Berlin, mais aussi dans le parc public Humboldthain et dans les quartiers de Tiergarten et de Friedrichshain. Les canons antiaériens étaient de plus en plus tenus par des membres des Jeunesses hitlériennes tandis que les hommes plus âgés (Volkssturm) étaient envoyés à l'avant du front. En 1945, les membres de la Ligue des filles allemandes opéraient également les canons antiaériens. Après 1944, la couverture aérienne de Berlin par la Luftwaffe s’affaiblit et les défenses de Flak se montraient de plus en plus dépassées par l'ampleur des attaques.

### Évacuations de la population
En 1943, les Allemands décident d'évacuer les « gens non essentiels » de Berlin : 400 000 personnes sont évacuées en janvier et 160 000 quittent Berlin au cours des mois suivants. En avril, alors que les bombardements alliés en Allemagne reprennent, « un plan d'évacuation méthodique de Berlin est mis sur pied, qui comprend, entre autres, 400 000 enfants et jeunes gens de moins de 18 ans ». La bataille aérienne de Berlin accélère l'évacuation : « au total, 1 145 000 habitants quittent la ville de juillet 1943 à août 1944 ». Ils sont évacués dans les zones rurales (à l'image de Londres pendant la bataille d'Angleterre), notamment en Schleswig-Holstein.
Néanmoins, la pénurie croissante de main-d'œuvre et le prolongement de la guerre font que le travail des femmes est essentiel pour garder les industries de guerre de Berlin : de ce fait, l'évacuation de toutes les femmes avec des enfants n'est pas rendue possible[réf. nécessaire]. Fin 1944, la population de la ville commence à croître en raison des réfugiés fuyant l'avance de l'Armée rouge à l'est. Les Ostvertriebene (réfugiés de l'Est) se voient officiellement refuser la permission de rester à Berlin plus de deux jours et sont logés dans des camps près de la ville avant d'être déplacés à l'ouest ; il est estimé que moins de 50 000 d'entre eux ont réussi à rester à Berlin[réf. nécessaire]. En janvier 1945, la population berlinoise est d'environ 2,9 millions d'habitants, bien que les affectations au sein de l'armée allemande sont telles que seulement 100 000 d'entre eux sont des hommes âgés de 18 à 30 ans. Cent mille autres sont des travailleurs forcés français (Fremdarbeiter) ou russes (Ostarbeiter).